# DVS Shoe Company
Pour les articles homonymes, voir DVS.
La DVS Shoe Company est une compagnie de chaussures de skateboard fondée[Où ?] en 1995[réf. nécessaire] par Podium Distribution.
Dès sa fondation, DVS Shoe Company (ou simplement DVS) fut promis à une large réussite[non neutre]. En 1999, seulement deux ans après la création, Podium lança trois models chez DVS. Le résultat fut un immense succès[réf. nécessaire]. DVS Shoes devint particulièrement célèbre en 2004, lorsque de nombreux magasins de chaussures commencèrent à vendre des chaussures de cette marque.
En 2005, DVS est probablement devenue l'une des marques de chaussures les plus populaires parmi les hommes et les femmes entre 15 et 25 ans, particulièrement dans la région de Californie du Sud d'où fut lancé DVS[réf. nécessaire].
La compagnie-mère, Podium Distribution, possède également une autre marque de chaussures de skate très célèbre, Lakai Limited, ainsi que la ligne de vêtements Matix.